# Charlie Bowdre
Charlie Bowdre (1848–23 décembre 1880) était un cow-boy américain, associé à la bande de Billy the Kid.

## Biographie
Bowdre est né en Géorgie. À l'âge de trois ans, il déménagea avec ses parents dans l'État du Mississippi. Entre 1850 et 1863 Charlie eu quatre frères et trois sœurs, dont une paire de jumeaux.
Vers 1854, le jeune Charlie commença à travailler à la ferme de son père, et, en grandissant, il devint fermier. 
La majorité des actions posées par Bowdre entre l'année de la naissance de sa dernière sœur, Lucy Lee Bowdre (1863), et 1874 reste un mystère. On croit cependant qu'il a abandonné la ferme familiale pour devenir voyageur. Les archives montrent qu'en 1874, il était arrivé à Lincoln County, Nouveau Mexique. À cet endroit, il ne fit rien de notable jusqu'à ce que la Guerre du Comté de Lincoln éclate en 1878. Bowdre prit le parti de Tunstall-McSween, où il rencontra Billy, Jose Chavez y Chavez et le reste de la bande du Kid et ses associés (les régulateurs), incluant Richard Brewer et Jim French.
Bowdre travailla comme cowboy dans les ranchs de Thomas Yerby et Pete Maxwell pendant la guerre. Cependant, il était aussi un soldat. On ne sait pas avec exactitude combien d'activités de la bande de Billy incluaient Bowdre.
Bowdre épousa une jeune mexicaine de 25 ans, Manuela Bowdre (née Manuela Herrera), quelques mois avant sa mort. En décembre de cette année-là, Bowdre rejoignit le reste de la bande dans une mission pour rejoindre Pat Garrett à Fort Summer. Une fusillade s'ensuivit, et Bowdre et la plupart des membres de la bande de Kid s'enfuirent vivants. Le 23 décembre cependant, Bowdre est tué et Billy est arrêté, dans la ville de Stinking Springs, au Nouveau Mexique.
Ses restes ont été donnés à son épouse, et il fut enterré à côté de Thomas O' Folliard, un autre membre de la bande de Billy. Quand Garret tua le Kid, il fut enterré à côté de Bowdre.
En 1962, quelqu'un revendiqua un lien familial avec Bowdre, lorsqu'un tribunal tenta de faire retirer les restes de Bowdre. Cette personne refusa, pensant que Bowdre préfèrerait être enterré à côté de O'Folliard et Billy the Kid.